# S & W Cafeteria (Asheville)
S & W Cafeteria, también conocida como Dale's Cafeteria, es un edificio histórico de S & W Cafeteria ubicado en Asheville, Carolina del Norte (Estados Unidos). Fue diseñado por el arquitecto Douglas Ellington y construido en 1928. Es un edificio de ladrillo de tres pisos en estilo art déco. La fachada frontal está revestida de sillar gris y presenta ornamentación policromada y exóticos motivos estilísticos. En 1974, la Cafetería S & W se trasladó al Asheville Mall.
Fue incluido en el Registro Nacional de Lugares Históricos en 1977. Está ubicado en el distrito histórico del centro de Asheville.

## Galería

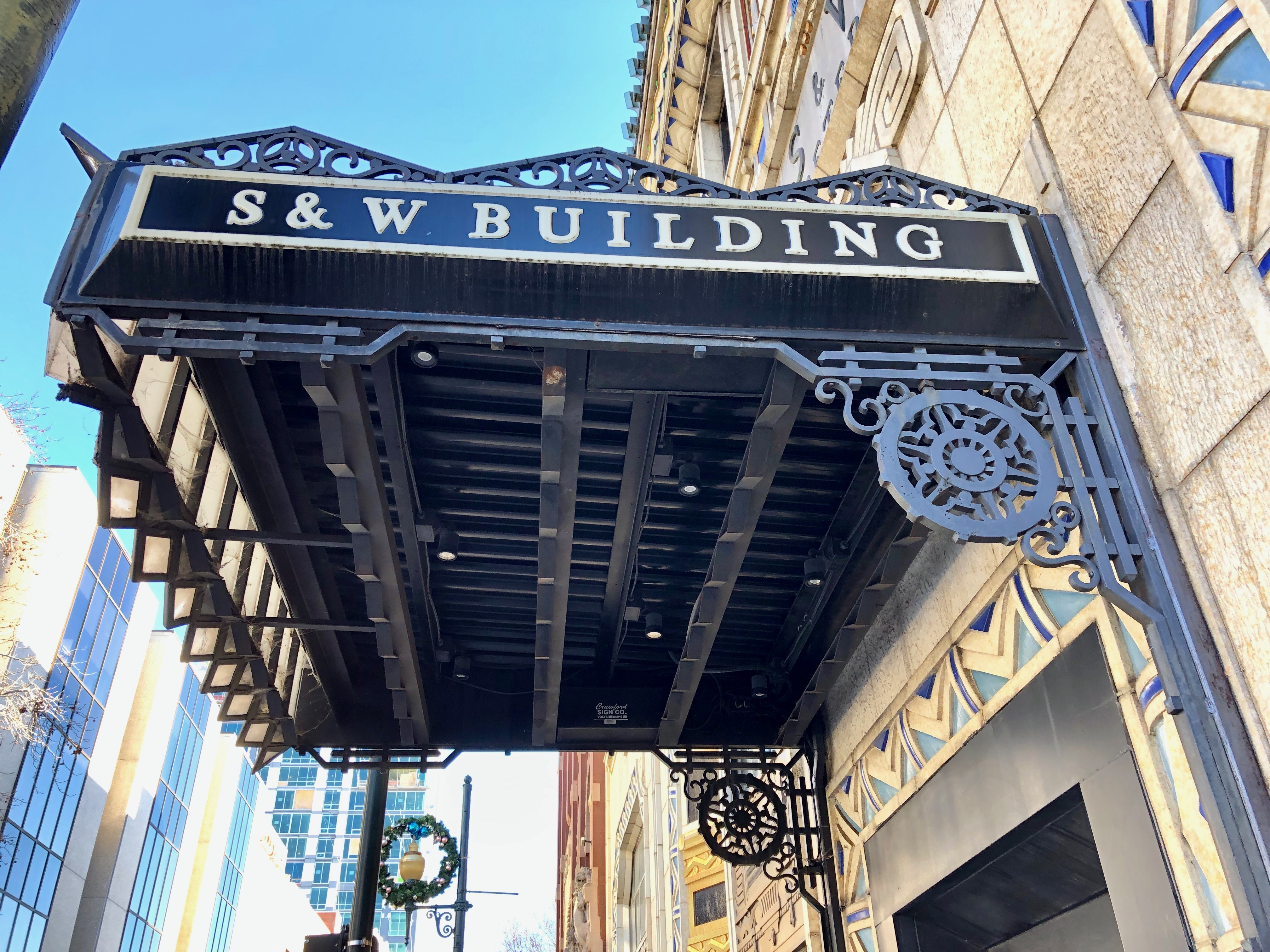
Entrada
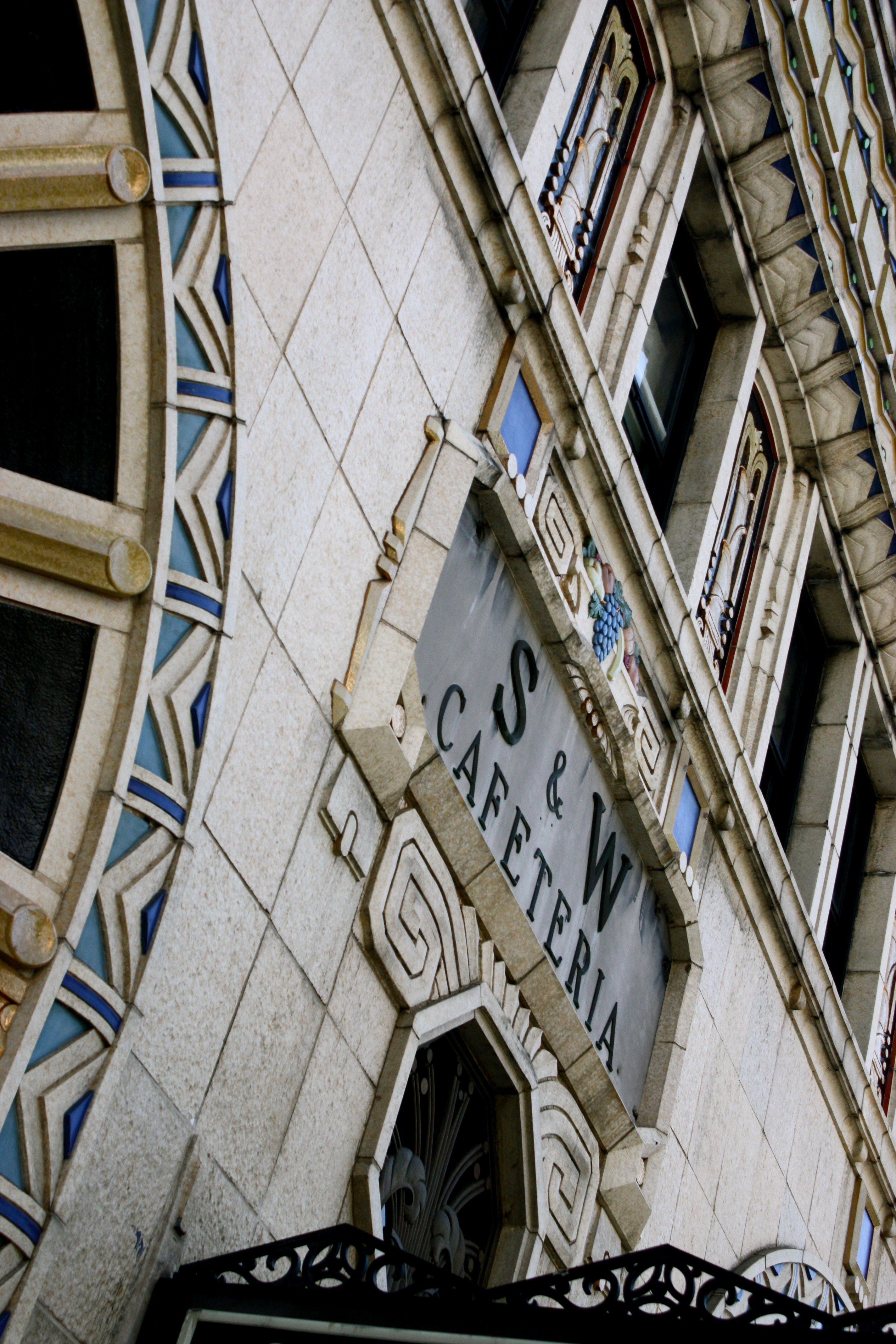
Detalle de la fachada
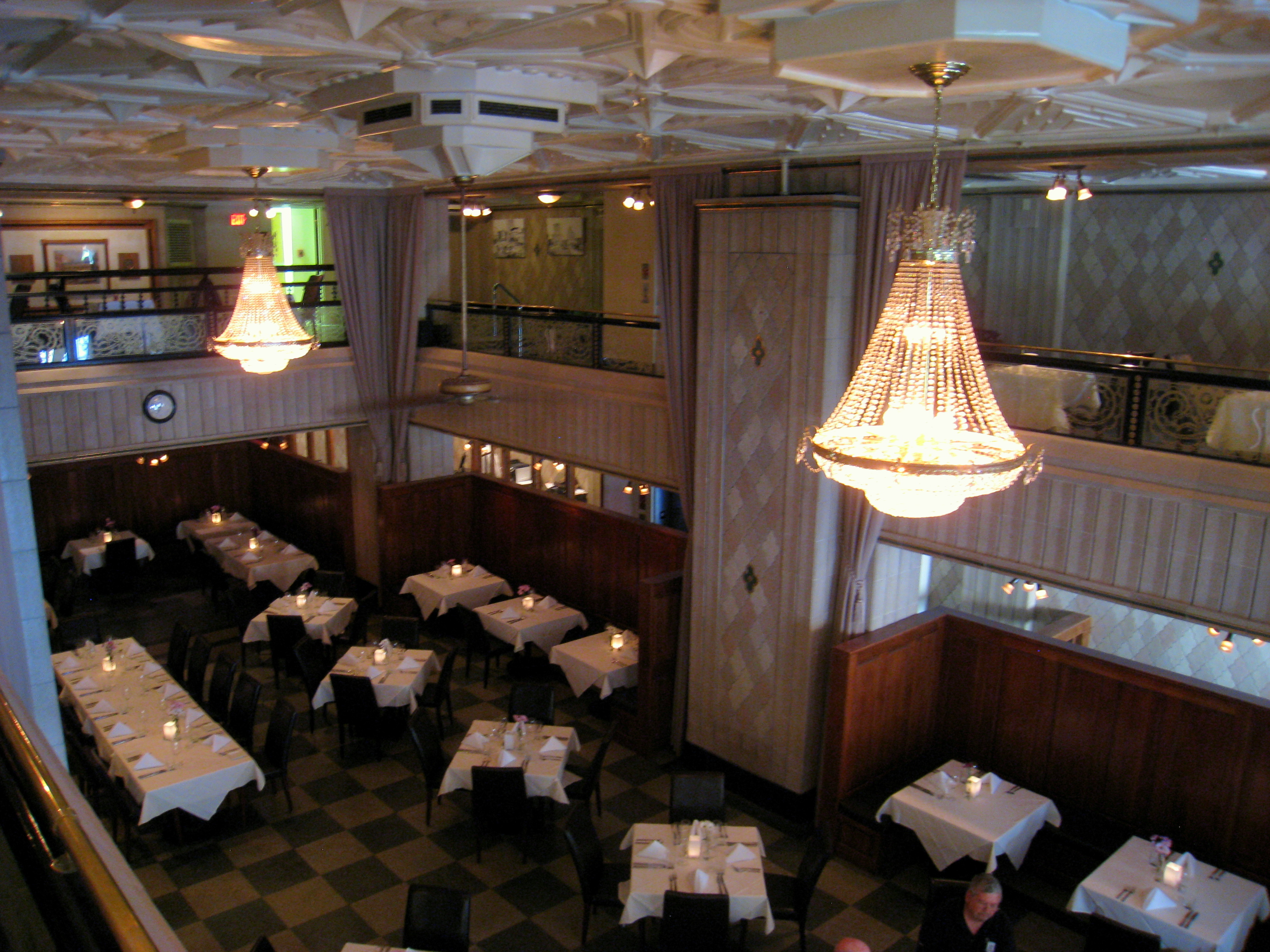
Interior